# Sarah Dumont
Pour les articles homonymes, voir Dumont.
Sarah Dumont, née en 1990 à San Diego, Californie (États-Unis), est un mannequin et actrice américaine.

## Filmographie

### Cinéma
- 2013 : Don Jon : Sequins
- 2014 : Acid Girls : Pike
- 2014 : Tbilisi, I Love You : Freedom
- 2014 : Comment séduire une amie
- 2015 : Manuel de survie à l'apocalypse zombie de Christopher B. Landon : Denise Russo
- 2016 : Rise
- 2016 : Serpent : Gwynneth Kealey
- 2017 : 6 Below : Sarah

### Télévision
- 2009 : Melrose Place : Nouvelle Génération : Celeste
- 2012 : Les Experts : Vicky Sheldon
- 2013 : Marvel : Les Agents du SHIELD
- 2014 : Dads : Jane
- 2014 : The Rebels
- 2014: Bad ass 2: Bad asses : Jessica
- 2014 : Mixology
- 2014 : Oh, You Pretty Things! : Tennessee Mills
- 2014 : Friends with Better Lives : Emma
- 2014 : The League : Emma
- 2015 : The Royals : Mandy / Samantha
- 2016 : Superstore : Nikki